# Giuseppe Galzerano
Giuseppe Galzerano, né le 22 mars 1953 à Castelnuovo Cilento (Campanie) est titulaire d’un master de pédagogie et enseigne les lettres modernes. Historien et éditeur prolifique, il est connu pour ses publications sur le mouvement libertaire et particulièrement pour ses biographies de militants anarchistes individualistes.

## Biographie
Giuseppe Galzerano est né et vit dans la région du Cilento à quelques kilomètres à peine de Sapri, le lieu choisi par Carlo Pisacane, en 1857, pour sa tentative de débarquement visant à montrer « par les faits » que l’insurrection armée est le seul moyen de réaliser l’unité italienne.
En 1975, il édite artisanalement son premier livre consacré à Carlo Pisacane. Depuis, les Éditions Galzerano ont publié plus de 300 ouvrages sur l'anarchisme, le socialisme, l'antifascisme, l'immigration, la culture populaire, l'histoire locale, etc.
Historien « non-académique » du mouvement libertaire et du mouvement ouvrier révolutionnaire, il collabore à de nombreux journaux italiens et étrangers.
En 1995, 1998, 2002 et 2004, il reçoit le Prix de la Culture de la Présidence du Conseil des Ministres italien.

## Attentats anarchistes
Il consacre plusieurs biographies à ceux qu'il nomme les « vengeurs anarchistes », tels Paolo Lega, un militant qui tire en juin 1894 sur le Président du conseil italien Francesco Crispi sans le blesser, celle de Giovanni Passannante connu pour une tentative d'assassinat et de Gaetano Bresci auteur de l’assassinat du roi Humbert Ier, ou de Michele Schirru, militant italo-américain qui élabore un projet d'attentat contre Benito Mussolini.
« À travers les recherches et les études que je suis en train de mener sur les attentats individuels des anarchistes italiens [...] j’ai tenu compte du fait qu’il s’agissait d’actes désintéressés et altruistes car les anarchistes [...] ne veulent pas éliminer un tyran pour monter sur le trône à sa place mais ils se battent exclusivement pour la libération du peuple des dures conditions de la tyrannie et de la dictature. Il s’agit là d’un acte naturel de défense. »

## Œuvres
- (it) Gaetano Bresci - Vita, attentato, processo, carcere e morte dell'anarchico che « giustiziò » Umberto I, Galzerano Editore, 2001, 1152 pages, notice éditeur.
- (it) Giovanni Passannante - La vita, l'attentato, il processo, la condanna a morte, la grazia « regale » e gli anni di galera del cuoco lucano che nel 1878 ruppe l'incantesimo monarchico, Galzerano Editore, 2004, 864 pages, notice éditeur.
- (it) Michele Schirru - Vita, viaggi, arresto, carcere, processo e morte dell'anarchico italo-americano fucilato per « l'intenzione » di uccidere Mussolini, Galzerano, 2006, 1136 pages, notice.
- (it) Enrico Zambonini : vita e lotte, esilio e morte dell'anarchico emiliano fucilato dalla Repubblica sociale italiana, Galzerano, 2009.
- Sélection sur Sudoc.
- Sélection sur Worldcat.